# Фрейдомарксизм
Фрейдомарксизм (англ. Freudo-Marxism) — название различных философий, ставящих своей целью соединение работ Карла Маркса и психоанализа Зигмунда Фрейда.

## Ранний фрейдомарксизм
В 1929 году работа Вильгельма Райха «Диалектический материализм и психоанализ» была опубликована на немецком и русском языках в двуязычном коммунистическом теоретическом журнале «Под знаменем марксизма». В конце этой линии мысли можно рассмотреть статью «Психоанализ как ядро будущей диалектико-материалистической психологии», написанную Отто Фенихелем в 1934 году и появившуюся в книге Вильгельма Райха «Zeitschrift für Politische Psychologie und Sexualökonomie» («Журнал политической психологии и секс-экономики»). Одним из членов берлинской группы марксистских психоаналитиков был Эрих Фромм, который позже привнес идеи фрейдомарксизма в Франкфуртскую школу.

### Вильгельм Райх
Вильгельм Райх — австрийский психоаналитик, член психоаналитиков второго поколения после Зигмунда Фрейда, одна из самых радикальных фигур в истории психиатрии и одна из самых важных фигур Новых левых. Он — автор нескольких влиятельных книг и эссе, особенно «Анализ характера» (1933), «Психология масс и фашизм» (1933) и «Сексуальная революция» (1936). Его творчество повлияло на многие поколения интеллектуалов: во время студенческих восстаний в Париже и Берлине в 1968 году студенты писали его имя на стенах и бросали копии книги «Психология масс и фашизм» в полицию.

## Франкфуртская школа
Франкфуртская школа, возникшая из Института социальных исследований, взяла на себя задачу выбора того, какие части мысли Маркса могли бы помочь прояснить социальные условия, которых сам Маркс никогда не видел. Теории выдвигаемые ими представляли собой сплав марксистской критики буржуазного общества на основе работ Д. Лукача, К. Корша, А. Грамши и других, диалектики Г. Гегеля, психоанализа 3. Фрейда, концепций культуры и цивилизации А. Шопенгауэра, Ф. Ницше, О. Шпенглера, философии И. Канта и других. В частности, Г. Маркузе написал работу «Эрос и Цивилизация» (1955), в которой рассматривает историю не как классовую борьбу, а как борьбу с подавлением наших инстинктов. Он утверждает, что капитализм мешает человеку достичь нерепрессивного общества «на основе принципиально иного опыта бытия, принципиально разных отношений между человеком и природой и принципиально разных экзистенциальных отношений». Другим известным представителем фрейдомарксизма из Франкфуртской школы является Эрих Фромм, написавший вышедшую в 1955 книгу «Здоровое общество», в которой говорится о гуманистическом, демократическом социализме. Основываясь, в первую очередь, на трудах Карла Маркса, Фромм делает вывод, что сегодняшнее общество состоит из дегуманизирующих и бюрократических социальных структур, которые привели к практически универсальному современному феномену отчуждения.

## Лакан и марксизм
Жак Лакан — французский психоаналитик, чья точка зрения стала преобладать во французской психиатрии и психологии. Лакан считал себя верным наследником идей Фрейда. Влияние Лакана создало новое взаимообогащение фрейдистских и марксистских идей.

### Альтюссер
Луи Альтюссер широко известен как теоретик идеологии, и его наиболее известное эссе — «Идеология и идеологические государственные аппараты: заметки к исследованию». Эссе устанавливает концепцию идеологии, основанную на теории гегемонии Грамши. В то время как гегемония в конечном итоге полностью определяется политическими силами, идеология опирается на концепции Фрейда и Лакана о бессознательной и зеркальной фазе соответственно и описывает структуры и системы, которые позволяют нам осмысленно иметь представление о себе. Эти структуры, для Альтюссера, являются одновременно агентами репрессий и неизбежны — невозможно избежать идеологии, не подвергнуться ее воздействию. Различие между идеологией и наукой или философией не гарантировано раз и навсегда эпистемологическим разрывом (термин, заимствованный у Гастона Башляра): этот «разрыв» является не хронологически детерминированным событием, а процессом. Вместо уверенной победы идет постоянная борьба с идеологией: «У идеологии нет истории».
Его эссе «Противоречие и переопределение» заимствует концепцию переопределения из психоанализа, чтобы заменить идею «противоречия» более сложной моделью множественной причинности в политических ситуациях.

### Жижек
Словенский философ Славой Жижек с конца 1980-х годов разработал направление мысли, которое использует лакановский психоанализ, гегелевскую философию и марксизм.

## Мнения
- «Попытка объявить психоанализ „несовместимым“ с марксизмом и попросту повернуться к фрейдизму спиной проста или, вернее, простовата. Но мы ни в коем случае не обязаны и усыновлять фрейдизм» (Л. Д. Троцкий).

## Критики
- Волошинов, Валентин Николаевич
- Юринец, Владимир Александрович